# Pelusca schoutedeni
Pelusca schoutedeni är en insektsart som beskrevs av Günther, K. 1939. Pelusca schoutedeni ingår i släktet Pelusca och familjen torngräshoppor. Inga underarter finns listade i Catalogue of Life.